# Leptogryllus nigrolineatus
Leptogryllus nigrolineatus är en insektsart som först beskrevs av Perkins, R.C.L. 1899.  Leptogryllus nigrolineatus ingår i släktet Leptogryllus och familjen syrsor. Inga underarter finns listade i Catalogue of Life.